# Phoebe im Wunderland
Phoebe im Wunderland ist ein US-amerikanisches Filmdrama aus dem Jahr 2008. Regie führte Daniel Barnz, der auch das Drehbuch schrieb.

## Handlung
Die Hauptperson des Films ist die neun Jahre alte Phoebe Lichten. Phoebe ist ein aufgewecktes und phantasievolles Mädchen, das manchmal Schwierigkeiten hat ihre Phantasiewelt von der realen Welt zu trennen. Sie hinterfragt die monotonen Schulregeln und wird von den Lehrern dabei zurückgewiesen. Bei Provokationen von ihren Mitschülern überreagiert sie und ist anschließend selbst am meisten darüber bestürzt. Ohne jedoch auf die Provokationen oder die Mitschuld der Mitschüler einzugehen, wird allein Phoebes Reaktion bestraft. Damit gerät sie immer mehr in Konflikt mit der Schule und ihren Mitschülern. Nur mit Jamie ist sie weiterhin befreundet.
Sie reagiert auf die Konflikte mit zunehmenden Zwangshandlungen, die zunächst harmlos aussehen. Sie wäscht sich viel zu lange die Hände oder hüpft so lange auf der Treppe hinauf und hinunter, bis ihre Knie geschwollen sind. Phoebe spuckt manchmal ihre Mitschüler an oder es rutschen ihr ungewollt Schimpfwörter heraus. Sie wird daraufhin zunehmend zur Außenseiterin. Selbst ihre jüngere Schwester Olivia wendet sich von ihr ab und äußert den Wunsch lieber „eine andere Schwester“ haben zu wollen. Phoebe findet die Wirklichkeit schrecklich und zieht sich immer mehr in ihre Phantasiewelt, das Wunderland, zurück. Von den imaginären Gestalten ihres Wunderlandes erbittet sie Hilfe, aber diese antworten nicht auf die Hilferufe. Ihre Mutter Hillary verkennt die Probleme und glaubt anfangs, dass Phoebe nur ein besonderes Kind ist. Als die Probleme überhandnehmen, schickt Mrs. Lichten Phoebe zum Psychologen Dr. Miles, jedoch ohne Erfolg.
Erst als in der Schule das Theaterprojekt „Alice im Wunderland“ angeboten wird, bewirbt sie sich nach anfänglichem Zögern um eine Rolle. Die exzentrische und unorthodoxe Theaterpädagogin Mrs. Dodger erkennt Phoebes Begabung und sie erhält die Hauptrolle. Phoebe blüht bei den Proben zwar auf, doch Schuldirektor Mr. Davis möchte sie nach weiteren Zwischenfällen als Strafe vom Projekt ausschließen. In einem Gespräch mit den besorgten Eltern legt er ihnen nahe für Phoebe eine andere Schule zu suchen.
Mrs. Dodger bemerkt Phoebe auf der Beleuchterbrücke über der Bühne. Phoebe blickt auf die Bühne hinunter und sagt, dass sie sich nur dort auf der Bühne geborgen und sicher fühlt. Die Welt außerhalb davon ist für sie schrecklich und sie fürchtet sich davor. Mrs. Dodger antwortet, dass Phoebe sich in ihrem späteren Leben an das erinnern möge; auch wenn sie es jetzt noch nicht versteht, wird sie später erkennen, das sie jemand Besonderes ist. Aber was immer sie tut und sagt, sie ist die Person, die ihre Handlungen und Gedanken bestimmt, und kein anderer. In dieser Gewissheit wird sie die Zuversicht und Liebe zum Leben finden. Wir sind die Herren unseres Selbst.
Zu Hause macht Phoebes Vater Peter eine unbedachte Bemerkung, was Phoebe anschließend bei den Proben unbewusst wieder mit ihren Tics verarbeitet. Mit dem Wunsch, in ihr idealisiertes Wunderland zu kommen, springt sie schließlich von der Beleuchterbrücke hinunter. Daraufhin entlässt der Direktor Mrs. Dodger wegen Verletzung ihrer Aufsichtspflicht. Die Schüler nutzen anschließend Mrs. Dodgers Abwesenheit aus und machen, was sie wollen, aber Phoebe hält das nicht aus und appelliert an ihre Mitschüler, auch ohne Aufsicht weiter zu proben und das Stück wie geplant aufzuführen. Das führt schließlich auch dazu, das Phoebe wieder mehr Anschluss findet.
Phoebes Mutter findet unterdessen heraus, dass ihre Tochter am Tourette-Syndrom erkrankt ist. In einer Frage-Antwort-Stunde erklärt Phoebe daraufhin ihren Mitschülern zum besseren Verständnis die Krankheit und die Symptome. Es kommt schließlich zur Aufführung des Stückes. Zuvor geht Phoebe noch einmal auf die Beleuchterbrücke und trifft dort in ihrer Phantasie auf ihre Lehrerin und Alice, die sie noch einmal ermutigen und dann verschwinden. Der Film endet während der Theateraufführung, als Phoebe sagt: „Ich bin…“.

## Kritiken
Die Organisatoren des Sundance Film Festivals schrieben, der Film sei ein ehrliches und besinnliches Werk. Er thematisiere auf realistische Weise die Fragen der Normalität und des Wahnsinns wie auch des Verständnisses der Kindheit.

## Auszeichnungen
Der Film nahm am Sundance Film Festival 2008 teil, wodurch Daniel Barnz für den Großen Jurypreis nominiert wurde.
2008 bekam der Film beim 31. internationalen Kinderfilm Festival LUCAS den Don-Quijote-Preis der F.I.C.C.-Jury.
Begründung der Jury: Zitat: „Es ist ein Film, der die Wichtigkeit der Fantasie aufzeigt und den Kampf eines Kindes, sich den Anforderungen der Realität zu stellen und zugleich ihre Fantasiewelt nicht zu verlieren. Die Verwandlung in eine Kunstfigur auf der Bühne gibt ihr die Stärke, auch im Alltag an sich zu glauben. Deshalb geht unser Preis an ‚Phoebe in Wonderland‘ von Daniel Barnz.“

## Hintergrund
Für Elle Fanning war es die erste Hauptrolle. Bei Drehbeginn war sie gerade erst 9 Jahre alt.
Der Film wurde in Manhattan und auf Long Island gedreht. Die Weltpremiere fand am 20. Januar 2008 auf dem Sundance Film Festival statt.
Es ist der erste Langfilm von Daniel Barnz. Das Drehbuch wurde schon 10 Jahre vor Drehbeginn des Films von ihm geschrieben.
Daniel Barnz fiel Elle Fannings schauspielerische Leistung und ihr Erscheinungsbild in den Filmen The Door in the Floor und Babel auf. Er war zuerst nicht sicher, ob er einer Neunjährigen diese teilweise sehr bedrückende Rolle geben könne. Aber nach dem ersten Treffen mit Elle Fanning waren seine Bedenken ausgeräumt. Er fand, dass sie eine gefestigte Persönlichkeit hat und eine so lichtvolle Ausstrahlung, um die Rolle der Phoebe Lichten ohne Schaden spielen zu können.
Zur Vorbereitung auf ihre Rolle besuchte Elle Fanning Kinder, die das Tourette-Syndrom haben.
Die Kostüme wurden zu Gunsten der amerikanischen Tourette-Gesellschaft versteigert.